# Dirk Jasper
Dirk Jasper (* 15. Mai 1947; † 6. September 2011) war ein deutscher Publizist, Sachbuchautor zu den Themenfeldern Film und Internet sowie Multimedia-Produzent.
Seit 1994 online aktiv, gehörte er zu den Pionieren auf den Gebieten der Netzpublikation und des Online-Journalismus in Deutschland. Bundesweit wurde er vor allem durch seine zahlreichen Ratgeber rund um das Internet sowie sein Dirk Jasper FilmLexikon bekannt.

## Leben

### Ausbildung und berufliche Tätigkeiten
Dirk Jasper, geboren 1947, absolvierte eine Lehre als Industriekaufmann bei EMI Electrola und studierte Betriebswirtschaftslehre mit den Schwerpunkten Marketing und EDV an der Fachhochschule Köln.
Nach seiner Ausbildung arbeitete Jasper in unterschiedlichen Berufsgebieten, so als Kontakter bei einer Werbeagentur, Chefredakteur von Fachzeitschriften, Versandbuchhändler, Lehrer an einer privaten Wirtschaftsfachschule, Dozent, Trainer für Digital Equipment und leitete ein Computer-Schulungszentrum.
Seit 1994 betätigte sich Dirk Jasper als freier Publizist und Multimedia-Produzent. Daneben nahm er bundesweit Lehraufträge zu den Themenkomplexen Internet, Multimedia, Marketing und Online-PR wahr, darunter an der Westfälischen Wilhelms-Universität, der Deutschen Angestellten-Akademie, den Industrie- und Handelskammern (IHK) Koblenz und Simmern sowie an der Filmakademie Baden-Württemberg und bei den Internationalen Filmfestspielen Berlin (Berlinale). Außerdem war er langjähriger Internetberater des Börsenvereins des Deutschen Buchhandels, für dessen Landesverbände er auch Seminare zum Thema Neue Medien gestaltete.
Dirk Jasper war verheiratet und Vater einer Tochter. Er lebte und arbeitete in Argenthal.

### Das Dirk Jasper FilmLexikon und andere Online-Projekte
Zu Jaspers bekanntesten Projekten gehört das Dirk Jasper FilmLexikon (DJFL). Es entwickelte sich aus dem Jasper Video-Jahrbuch 1991/92, das 1991 im Heyne Verlag und kurz darauf im Rossipaul-Verlag als Diskettenversion erschien. 1994 folgte im Rossipaul-Verlag eine erweiterte Ausgabe als interaktives Film-Lexikon auf sechs Multimedia-CD-ROMs. Im gleichen Jahr ging es als Bestandteil des Deutschen Film Forums in Compuserve erstmals online, wo es bis 1997 unter „Go Jasper“ zu erreichen war. 1996 wurde das Dirk Jasper FilmLexikon im BTXplus der Deutschen Telekom sowie 1997 bei GermanyNet ins frei zugängliche Internet gestellt, wo es seit 1998 unter der eigenständigen Domain www.djfl.de abrufbar ist. Jasper strebte an, darin alle in Deutschland im Kino gelaufenen Spielfilme lexikalisch vorzustellen. Dieses Vorhaben ließ sich jedoch – vornehmlich aus finanziellen Gründen – nicht umsetzen, und so wird das DJFL seit Frühjahr 2007 nicht mehr tagesaktuell, sondern nur noch sporadisch ergänzt. Laut Jasper enthält es jedoch so gut wie alle Kinofilme, die zwischen Mitte 1994 bis etwa Frühjahr 2007 angelaufen sind. Zu den bekanntesten Autoren gehört Ernst Corinth, der für das DJFL hunderte von Filmrezensionen verfasst hat. Parallel zum Online-Filmlexikon erarbeiteten die Autoren um Jasper zwischen 1994 und 2006 ergänzend ein FilmstarLexikon. Beide Lexika enthalten zahlreiche Interviews mit internationalen Schauspielern und Filmschaffenden.
Neben dem DJFL ist Dirk Jasper auch der Gründer, Herausgeber und Chefredakteur des seit 1994 bestehenden Online-Familienportals Familie-im-Web.de sowie des 2006 als „unabhängige Online-Zeitung“ gestarteten Regionalmagazins Mehr-Hunsrück.de.
Seine Online-Publikationen DJFL und Familie-im-Web.de veröffentlichte Jasper über seinen in Argenthal ansässigen Verlag Kontor für Mediendienste GmbH sowie das Regionalmagazin Mehr-Hunsrück.de über die unter gleicher Anschrift firmierende GRM Gesellschaft für Regionale Medien UG.

### Als Sachbuchautor auch in gedruckter Form präsent
Parallel zu seinen frühen Online-Aktivitäten verfasste Dirk Jasper mehrere Bücher zu den Themengebieten „Internet“ und „World Wide Web“. Beginnend mit Online – Das Kompendium. Einführung, Arbeitsbuch, Nachschlagewerk (1995), Online-Ratgeber (1996) und Das aktuelle Econ-Online-Lexikon (1996) stellte er Funktionsweise und Nutzungsmöglichkeiten dieser dem breiten Publikum seinerzeit völlig neuartigen Angebote ausführlich vor. Ebenso behandelte er die damaligen führenden Anbieter von Online-Zugängen – AOL, Compuserve und T-Online – in eigenen Büchern. Jasper schrieb mehrere Ratgeber zum Internetsurfen und zur Internet-Recherche sowie zu Geschäftsmodellen für die Online-Welt. Das rasche Wachstum des World Wide Webs spiegelt auch sein erfolgreichstes Buch 10.000 Internet-Adressen. Schneller finden, Kosten sparen. Mit über 400 Themen (1999): Die vierte Auflage, die 2002 herauskam, hieß bereits 14.444 Internetadressen. Mehr als 800 Themen. Seine Bücher sind als Teil der ab Mitte der 1990er Jahre bis etwa zur Jahrtausendwende boomenden Ratgeber-Literatur zum Internet einzuordnen.
Zu seinen PR-Ratgebern gehören das zusammen mit Dietrich Ratzke verfasste So komme ich in die Presse. Erfolgreiche Öffentlichkeitsarbeit für Kleinunternehmer, Freiberufler und Selbständige (1999) und Online-PR. Pressearbeit mit dem Internet (2004).
Daneben verfasste Jasper Biografien über Leonardo DiCaprio und Matt Damon, die beide 1998 herauskamen. Außerdem veröffentlichte er im Münchener te-wi-Verlag als Medienkombinationen gestaltete Monographien über Elvis Presley, Marilyn Monroe, The Beatles und The Rolling Stones sowie „Multimedia-Führer“ zu deutschen Bieren und Weinen.
Dirk Jasper betätigte sich zudem als Kolumnist für Fachzeitschriften wie Computer Bild, Buchhändler heute und Computer Zeitung. Auch erschienen Beiträge von ihm unter anderem im Kölner Stadt-Anzeiger und der Kölnischen Rundschau, in den Lübecker Nachrichten und in der Neuen Rhein Zeitung sowie in Zeitschriften, darunter Bunte, Chip, Buchreport und BuchMarkt.

## Ehrenämter und Mitgliedschaften
Dirk Jasper hat sich verschiedentlich ehrenamtlich in berufsständischen Organisationen engagiert. Im Jahr 1997 gehörte er zu den Gründungsmitgliedern des Vereins Freiwillige Selbstkontrolle Multimedia-Diensteanbieter (FSM) und war von 1997 bis 2002 Mitglied in dessen Beschwerde-Ausschuss. Seit 1997 war Jasper zudem Präsident des BundesVerbandes Informationsanbieter Online (BVIO). Des Weiteren war er Mitglied in den Prüfungsausschüssen der Industrie- und Handelskammer (IHK) Köln (1984 bis 1989) und seit 1999 der IHK Koblenz. Zudem war er Mitglied der Deutschen Journalistinnen- und Journalisten-Union (dju).
Darüber hinaus übernahm er regionale Ehrenämter. Von 1998 bis 2001 leitete er den „Arbeitskreis Arbeit, Wirtschaft, Soziales“ im Agenda-21-Prozess im Rhein-Hunsrück-Kreis. Von 1996 bis 2003 engagierte er sich in der Elternvertretung des Ausonius-Schulzentrums in Kirchberg und war von 1999 bis 2004 Mitglied des Schulträgerausschusses der Verbandsgemeinde Kirchberg.

## Auszeichnungen
Beim Multimedia-Wettbewerb 2000 des Landes Rheinland-Pfalz kam er in die Endrunde. 2003 siegte er im Kurzgeschichten-Wettbewerb Edgar.

## Schriften
- Jasper Video-Jahrbuch 1991/92, München 1991 (ISBN 3-453-04931-4)
- Film-Lexikon (CD-ROM-Editionen mit Video-Filmausschnitten) München 1994
  - Die erfolgreichsten Science-fiction- und Horrorfilme (ISBN 3-87686-137-3)
  - Die spannendsten Abenteuerfilme (ISBN 3-87686-136-5)
  - Die besten Actionfilme (ISBN 3-87686-135-7)
  - Die heißesten Erotikfilme (ISBN 3-87686-121-7)
  - Die packendsten Thriller und Krimis (ISBN 3-87686-122-5)
  - Die schönsten Komödien (ISBN 3-87686-134-9)
- Prüfungsvorbereitung BWL – in programmierter Form, Wiesbaden 1995 (2., überarbeitete und erweiterte Auflage Wiesbaden 1997, ISBN 3-409-29745-6)
- Online – Das Kompendium. Einführung, Arbeitsbuch, Nachschlagewerk, Haar bei München 1995 (mit CD-ROM, ISBN 3-8272-5039-0)
- Online-Ratgeber, München und Wien 1996 (ISBN 3-446-18627-1)
- AOL. Alles für den schnellen Anschluss an AOL. Step by step zum ersten Connect mit America Online. Kosten sparen trotz neuer Gebühren. Die interessantesten Adressen, Düsseldorf 1996 (ISBN 3-8158-1235-6)
- Das aktuelle Econ-Online-Lexikon, Düsseldorf 1996 (ISBN 3-612-28094-5)
- JAVA, Düsseldorf 1996 (ISBN 3-8158-1300-X)
- Alles über Online, München 1996 (mit CD-ROM, ISBN 3-581-67078-X)
- Online-Surfing in Compuserve, Düsseldorf 1997 (mit CD-ROM, ISBN 3-612-28120-8)
- Das T-Online-Handbuch, Haar bei München 1997 (mit CD-ROM, ISBN 3-8272-5342-X; Neuausgaben mit CD-ROM als T-Online-Handbuch, München und Wien 1998, ISBN 3-446-18669-7 und T-Online. So beherrschen Sie T-Online!, München 2000, ISBN 3-8272-5670-4)
- AOL 3.0, Düsseldorf 1997 (ISBN 3-8158-1312-3)
- Telefonieren und Faxen mit ISDN, München und Wien 1997 (ISBN 3-932888-01-4 und ISBN 3-446-19238-7)
- Suchen und Finden im Internet, Düsseldorf 1997 (ISBN 3-612-28138-0); Neuausgabe unter dem Titel Erfolgreich suchen im Internet. Online-Recherche leicht gemacht, Düsseldorf und München 1998 (ISBN 3-612-28176-3)
- Das ECON-Lexikon Telekommunikation und Online, Düsseldorf 1997 (ISBN 3-612-26470-2)
- Internet Newsgroups. Suchen, anzapfen, nutzen, diskutieren, Düsseldorf 1997 (mit CD-ROM, ISBN 3-612-28169-0)
- So verdienen Sie Geld im Internet. Lukrative Geschäftsideen – Chancen und Risiken. Mit zahlreichen Adressen, Landsberg am Lech 1998 (ISBN 3-478-72240-3)
- Die Welt des Buches im Internet. Bibliotheken, Kataloge, Anbieter, München 1998 (ISBN 3-612-28177-1)
- Schnäppchenjagd im Internet. Kostenlos und günstig von A–Z, Landsberg am Lech 1998 (ISBN 3-478-72370-1)
- Leonardo DiCaprio : „Es ist ein Traum“. Der Star aus „Titanic“, Bergisch Gladbach 1998 (ISBN 3-404-12866-4)
- Matt Damon. Der neue Superstar, München 1998 (ISBN 3-426-61111-2)
- zusammen mit Dietrich Ratzke: So komme ich in die Presse. Erfolgreiche Öffentlichkeitsarbeit für Kleinunternehmer, Freiberufler und Selbständige, Landsberg am Lech 1999 (ISBN 3-478-85100-9)
- 10.000 Internet-Adressen. Schneller finden, Kosten sparen. Mit über 400 Themen, Haar bei München 1999 (ISBN 3-8272-5453-1; 2., danach drei erweiterte Neuausgaben unter den Titeln 11.111 Internet-Adressen. Schneller finden, Kosten sparen. Mehr als 500 Themen, München 1999, ISBN 3-8272-5673-9, Internetadressen. Schneller finden, Kosten sparen. Mehr als 600 Themen – weit über 13500 Web-Adressen, München 2001, ISBN 3-453-17338-4, und 14.444 Internetadressen. Mehr als 800 Themen, München 2002, ISBN 3-453-19809-3)
- Internet-Surfen für Profis. So sparen Sie online Zeit und Geld!, München 2000 (ISBN 3-8272-5848-0)
- Private Homepages vermarkten. So bringt meine Homepage richtig Geld, München 2001 (mit CD-ROM, ISBN 3-8272-6010-8)
- Online-PR. Pressearbeit mit dem Internet, Göttingen 2004 (ISBN 3-934424-47-3)

Weitere Veröffentlichungen (ohne Jahresangabe) als Medienkombinationen im te-wi-Verlag, München:
- Stationen – Elvis Presley 1935 – 1977. Monographie über einen Entertainer, der die Welt veränderte (ISBN 3-89362-663-8)
- Stationen – Marilyn Monroe 1926 – 1962. Monographie über einen Star, der zur Kultfigur wurde! (ISBN 3-89362-665-4)
- Stationen – The Beatles 1962 – 1970. Monographie über eine Gruppe, die die Musikwelt revolutionierte (ISBN 3-89362-664-6)
- Stationen – The Rolling Stones. Monographie über eine Band, die schon zu Lebzeiten eine Legende ist. Monographie über die „härteste Rock'n Roll-Band der Welt“ (ISBN 3-89362-667-0)
- Dirk Jaspers Bier-Journal Deutschland. Umfassender Multimedia-Führer über das deutsche Bier etc. (ISBN 3-89627-646-8 oder ISBN 3-89362-646-8)
- Dirk Jaspers Wein-Journal Deutschland. Umfassender Multimedia-Führer über den deutschen Wein etc. (ISBN 3-89362-645-X)